# Clônus
Clonus (português brasileiro) ou Clónus (português europeu) (da palavra Grega para "movimento confuso, violento") é uma série de contrações musculares involuntárias devido a um estiramento súbito do músculo. O clonus é um sinal de algumas condições neurológicas. Associa-se com espasticidade e reflexos tendinosos aumentados em doenças que afetam o trato corticospinal. É mais facilmente demonstrado pela dorsiflexão forçada do tornozelo; que revela uma série de movimentos rítmicas de pequena a moderada amplitude.